# Testament Inków
Testament Inków (niem. Das Vermächtnis des Inka, hiszp. El último rey de los incas, wł. Viva Gringo, bułg. Заветът на инката) – zachodnioniemiecko-hiszpańsko-włosko-bułgarski film przygodowy z 1965 roku w reżyserii Georga Marischki, zrealizowany na podstawie powieści Karla Maya o tym samym tytule.

## Fabuła
Peru, początek XIX wieku. Kiedy inkaski król Tahuca informuje niemieckich braci Jana i Karla Hansenów, że chce wysłać swojego syna Haukaroporę do Europy, aby mógł tam zdobyć wykształcenie, zostaje zamordowany przez bandytę Gambusino. Ten kradnie także część kipu zawierającego zaszyfrowaną drogę do legendarnego skarbu Inków. Inkaski arcykapłan Anciano uważając braci Hansenów za morderców Tahuci, przysięga wieczną zemstę białym ludziom i od tej pory sam dba o szkolenie ostatniego z Inków.
Dziesięć lat później nauka Haukaropory dobiega końca. Gambusino i jego wspólnik, torreador Perillo, wspierają plany Anciano dotyczące obalenia rządu i zainstalowania Haukaropory jako nowego króla Inków. Obaj mają nadzieję, że ułatwi to im zdobycie wciąż nieodnalezionego złota Inków. Teraz Karl Hansen, znany jako „Jaguar” powraca do Peru i otrzymuje od prezydenta Castilly zlecenie mediacji w konflikcie, chociaż konspiratorzy w rządzie oskarżają go o zabójstwo starego króla Inków.
W drodze do Anciano Jaguar jest ścigany przez Gambusino, ale otrzymuje pomoc od swej bratanicy Grazielli, niemieckiego profesora Morgensterna i jego asystenta Fritze Kiesewettera. Ci dwaj, wraz z Indianinem Donem Parmesanem, w rzeczywistości szukają skamielin, kiedy nagle zostają uwikłani w konflikt. Profesor Morgenstern jest nawet mylony z zaginionym pułkownikiem Glotino i coraz bardziej jest prawdopodobne, że znajdzie ukryty arsenał rebeliantów na boku. Broń okazuje się być pancerzem wymarłego gigantycznego pancernika.
Graziella spotyka Haukaroporę i zaczynają się lubić. Przekonuje go do porzucenia planów co do objęcia tronu. Jednak Anciano nadal chce ukoronować Haukaroporę w starej górskiej fortecy Inków Machu Picchu jako króla Inków i dać w ten sposób sygnał do powstania. Tam też Jaguar ponownie spotyka Gambusino, rozpoznaje w nim mordercę nie tylko starego króla Inków, ale także swego brata i zabija go po brutalnej walce. Podczas ceremonii koronacyjnej Haukaropory ten rzuca koronę z piór w otchłań, dając do zrozumienia, że pragnie pokoju. Wściekli Indianie zabijają Haukaroporę, a wraz z nim ostatnia nadzieja na odnowienie imperium Inków minęła.

## Obsada
| Rola                 | Aktor            | Głos             |
| -------------------- | ---------------- | ---------------- |
| Karl „Jaguar” Hansen | Guy Madison      | Helmo Kindermann |
| Haukaropora          | William Rothlein | Christian Wolff  |
| Graziella            | Geula Nuni       | Sabine Eggerth   |
| Anciano              | Carlo Tamberlani | Harald Wolff     |
| Gambusino            | Francisco Rabal  | Wolfgang Hess    |
| Antonio Perillo      | Rik Battaglia    | Horst Naumann    |
| prof. Morgenstern    | Heinz Erhardt    | Heinz Erhardt    |
| Fritz Kiesewetter    | Walter Giller    | Walter Giller    |
| Don Parmesan         | Chris Howland    | Chris Howland    |
| prezydent Castilla   | Fernando Rey     | Klaus W. Krause  |
| madame Ruiz          | Ingeborg Schöner | Ingeborg Schöner |
| Geronimo             | Raf Baldassarre  | Thomas Braut     |
| minister Ruiz        | Santiago Rivero  | Anton Reimer     |
| El Brazo Valiente    | Lubomir Dimitrow | Hans von Borsody |
| Grosso               | Bogomił Simeonow | Erik Jelde       |
| Escobedo             | Antonio Almorós  | Wolf Rahtjen     |
| Jan Hansen           | Geza von Rösner  | Geza von Rösner  |
| kapitan Pellejo      | Winfried Groth   | Winfried Groth   |
| Tahuca               | brak danych      | Herbert Weicker  |
| minister             | brak danych      | Gerd Frickhöffer |

Źródło:

## Wersja polska
Opracowanie: Studio Opracowań Filmów w Warszawie

Reżyseria: Seweryn Nowicki

Wystąpili:
- Czesław Byszewski – Karl „Jaguar” Hansen
- Włodzimierz Nowakowski – Haukaropora
- Barbara Sołtysik – Graziella
- Ignacy Machowski – Gambusino
- Zdzisław Tobiasz – Antonio Perillo
- Aleksander Dzwonkowski – prof. Morgenstern
- Tadeusz Bartosik – Fritz Kiesewetter

Źródło:

## Produkcja
Po tym, jak austriacki aktor i reżyser Georg Marischka bezskutecznie próbował nakłonić Artura Braunera do zekranizowania jednej z powieści Karla Maya, on i jego brat Franz założyli własną wytwórnię filmową, aby w końcu zrealizować projekt. Ponieważ filmy na podst. twórczości Maya były uważane za gwarancję sukcesu, producent Franz Marischka nie miał problemu z uzyskaniem niezbędnego kredytu z pomocą Carla Szokolla i Wiener Stadthalle oraz znalezieniem dystrybutora filmów w postaci Nora-Filmverleih.
Film był częściowo kręcony w oryginalnych lokalizacjach w Peru, w tym w Machu Picchu, a częściowo w Bułgarii w Parku Przyrody w Bełogradcziku. Franz Marischka wybrał do roli Haukaropory zupełnie nieznanego aktora Williama Rothleina, ponieważ polecił mu go amerykański przyjaciel jako model i kochanek Salvadora Dalego, który następnie namalował plakat filmowy. Główną rolę kobiecą otrzymała także mało znana do tej pory izraelska aktorka Geula Nuni.
Muzyka filmowa Angelo Francesco Lavagnino została pierwotnie skomponowana do włoskiego westernu, ale tak umiejętnie wykorzystana w filmie, że nie da się jej zauważyć. Plakaty filmowe błędnie informowały, że osławiony po Winnetou i Old Shatterhand kompozytor Riz Ortolani skomponował muzykę, co początkowo było planowane.
Wersja niemiecka i międzynarodowa różnią się w niezliczonych miejscach długością poszczególnych scen i doborem ujęć.

## Premiera
Premiera odbyła się 9 kwietnia 1966 w „Stachus-Filmpalast” w Monachium.
Testament Inków miał polską premię w listopadzie 1967 roku w wersji zdubbingowanej i był wyświetlany z polskim dokumentem Kwarantanna produkcji WFD.

## Odbiór filmu
Po premierze, która spotkała się z niewielkim komentarzem prasy, a zainteresowanie publiczności filmem było ograniczone. Franz Marischka zauważył: „Kiedy we wtorek po wakacjach otrzymałem liczbę odwiedzających, pomyślałem, że dystrybutorzy żartują ze mnie, tak były przerażająco niskie”.
Wkrótce potem wytwórnia Franz Marischka Film złożyła wniosek o ogłoszenie upadłości. Finansowa porażka filmu przyspieszyła koniec filmów na podst. twórczości Karla Maya.